# Oliver's Battery
Oliver's Battery est une paroisse civile et un village du Hampshire, en Angleterre.